# Киевски листове
Киевските листове (10 век) са 7 пергаментови листа малък формат (14,5 на 10,5 см), писани на глаголица. Датират се от първата половина на 10 век.

## История
Намерени са в Йерусалим от руския архимандрит Антонин Капустин, но по-късно са пренесени в Киев, откъдето е и името им. Днес Киевските листове се пазят в библиотеката на Украинската академия на науките в Киев. Първото им научно издание е от 1868 г.

## Фонетични особености
- Основната черта на Киевските листове е западнославянският рефлекс на праславянските съчетания *tj > c, *dj > z: дазь, визь, розьство (вместо даждь, виждь, рождьство), обѣцѣниѣ, помоць, просѧце, противѧцихъ (вместо обѣштание, помошть, просѧште, противѧштихъ).
- Употребява се шч от праславянско *šč < *skj: зашчити.
- Употребява се шч от праславянско *stj: очишчениѣ.
- Окончание -ъмь вместо -омь за творителен падеж, ед.ч. при о-основи: оплатъмь, образъмь.
- Характерна особеност е различаването на еровите гласни (ъ и ь) и последователната им употреба. Няма изясняване на еровете в силна позиция, каквото се среща на места в Мариинско евангелие и Зографско четвероевангелие (дьнь и др.)
- Буквите за носовите гласни се употребяват правилно.

Употребяват се латински и старонемски заемки, каквито не са характерни за старобългарските паметници: въсѫдъ вместо причѧстие, оплатъкъ „просфора“, мьша „меса“, циръкы вместо црькы, прѣфациѣ (предисловие, увод...), фелицты.
Употребяват се обаче и старобългарски форми: молитва, молимъ, богородица (калка от гръцки).
Тези характеристики сочат, че Киевските листове са преписани от стар оригинал, който отразява западнославянско произношение от края на 9 и началото на 10 век, но и повлиян пряко от старобългарската писмена традиция.
Най-вероятно е Киевските листове да произхождат от Сазавския манастир до Прага, където до края на 11 век се е употребявала глаголическа писменост.

## Образец от текста
по въсѫдѣ :.
Смѣрьно тѧ молимъ вьсемогъи б҃же . молитвами свѧтыхъ твоихъ . и ты самъ бѫди . и даръ твои въсели въ ны . и врѣмѧ наше въ правьдѫ постави :. г҃мь :.
мьшѣ на вьсѧ дьни вьсего лѣта обидѫцѣ :.
Б҃ъ иже тварь своѭ велми помилова . и по гнѣвѣ своемь . изволи въплътити сѧ съпасениѣ ради чловѣчьска . и въсхотѣвъ намъ оутврьди срьдьцѣ нашѣ . и милостиѭ твоеѭ просвѣти ны : г҃мь :
надъ оплатъмь :.
Близъ насъ бѫди г҃и просимъ тѧ . и молитвѫ нашѫ оуслыши . да оупъвание [въ]ньмемъ дѣлъ своихъ . и въ любъвь даръ сь тебѣ приносимъ : г҃мь :.
прѣфациѣ: вѣчьнъи б҃же :
Небесьскыѧ твоѧ силы просимъ и молимъ . да съ вышьними твоими . достоины сътвориши ны : и вѣчьнаѣ твоѣ ихъже жѧдаемъ подасъ намъ милостивьно : х҃мь г҃мь нашимь . и҃мь
по въсѫдѣ :.
Просимъ тѧ г҃и дазь намъ . да свѧтъи твои въсѫдъ приемлѭце достоини бѫдемъ очишчениѣ твоего . и вѣра твоѣ въ насъ да въздрастетъ : г҃мь нашимь ис҃м .

## Изследвания и издания
Киевските листове са издадени от:
- И. И. Срезневски, 1868;
- В. Ягич, 1890;
- Г. Молберг, 1928 (с латински текст);
- Цветното факсимилно издание е на В. В. Немчук „Київськи глаголичні листки“, Киев, Наукова думка, 1983, което съдържа комплект от две книжки: факсимиле на ръкописа и изследване, към което спадат кирилска транслитерация на текста с успореден латински текст-оригинал и речник;
- Хърватският славист Йосип Хамм твърди в книгата си „Das Glagolitische Missale von Kiew“ (Виена, 1979), че Киевските листове са фалшификат от 19 век, но това мнение не се споделя от голямата част от учените слависти.